# 鉄ガリウム
鉄ガリウム（てつガリウム）は、鉄とガリウムの合金である。Fe-Ga合金、ガルフェノール（galfenol）ともいう。
延性かつ堅牢で、440 MPaの引張り応力、0.25%の破断歪が報告されている。振動発電やセンサー用供給電源などに使われる。
ガルフェノールという名称は、1998年にアメリカ海軍の研究者らによって鉄-ガリウム合金に与えられた。研究者らは鉄にガリウムを添加することで磁歪効果を最大10倍増幅できることを発見した。磁歪材料は音を検出するために使われ、磁歪効果の増幅はソナー検出器の感度の向上をもたらすため、ガルフェノールはソナー研究者の興味を引く材料である。ガルフェノールは、振動エネルギー発電、精密工作機械向けのアクチュエータ、アクティブ防振システム、ふるいやスプレーノゾル向けの目詰まり防止装置での利用も提案されている。ガルフェノールは機械加工が可能であり、シート状やワイヤー状で生産することができる。
2009年、バージニア工科大学とアメリカ国立標準技術研究所（NIST）の科学者らは中性子線を使ってガルフェノールの構造を決定した。ガリウムの添加によって鉄原子の格子構造が立方格子から、一部の格子の面がわずかに長方形になる構造へと変化することが明らかにされた。伸びた単位胞はは合金中で互いに凝集する傾向があり、これによって材料内に局在化した凝集塊が形成される。これらの凝集塊はNIST中性子研究センターのPeter Gehringによって「ケーキ内のレーズンみたいなもの」と説明された。